# Apanteles kivuensis
Apanteles kivuensis är en stekelart som beskrevs av De Saeger 1941. Apanteles kivuensis ingår i släktet Apanteles och familjen bracksteklar. Inga underarter finns listade i Catalogue of Life.